# Augustiniánský klášter v Roudnici nad Labem
Augustiniánský klášter v Roudnici nad Labem (též klášter augustiniánů kanovníků, latinsky Rudnicensis canonicorum regularium sancti Augustini) je klášter augustiniánů kanovníků na levém břehu Labe v Roudnici nad Labem v okrese Litoměřice v Ústeckém kraji.
Klášter založil v roce 1333 v pražský biskup Jan z Dražic, jako první klášter augustiniánských kanovníků v Čechách a hlavní klášter „Roudnické reformy“ (Consuetudines Rudnicenses). Díky bohatě vybavené klášterní knihovně a vlastnímu skriptoriu se roudnická kanonie stala významným náboženským a kulturním centrem v Království českém i mimo něj. V listopadu 2022 byl klášter s účinností od 1. července 2023 prohlášen národní kulturní památkou. Součástí památkově chráněného původně gotického areálu je kromě samotného kláštera a klášterního kostela Narození Panny Marie také klášterní zahrada, bývalý hřbitov, rajská zahrada, zvonice, ohradní a opěrní zdi, schodiště a brány kolem areálu, bývalá kostnice, edikula s Rudným pramenem a sochy sv. Jana Nepomuckého, Panny Marie, sv. Václava, sv. Víta a sv. Vojtěcha.

## Historie

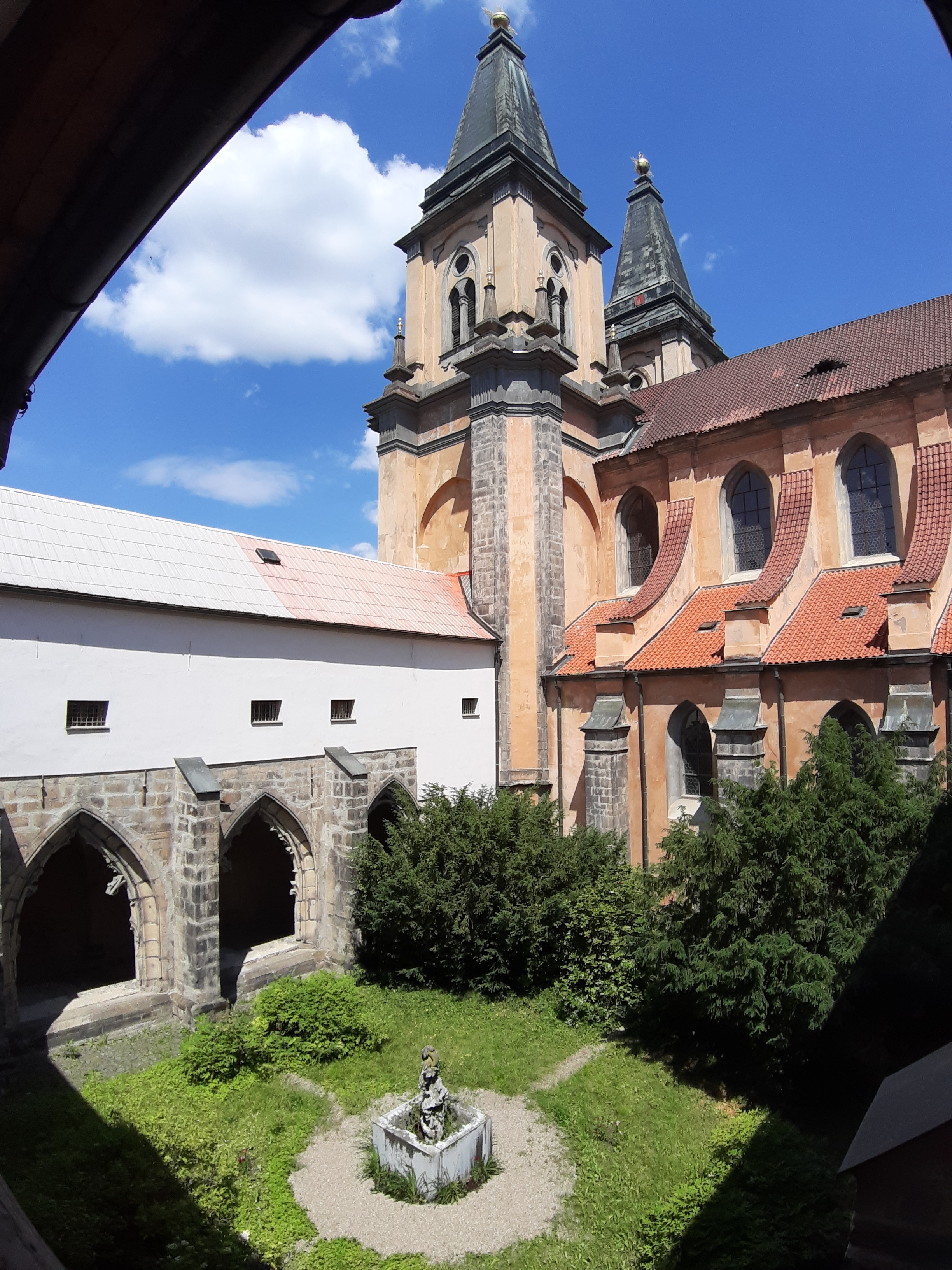
Klášterní (rajský) dvůr kanovického kláštera v Roudnici

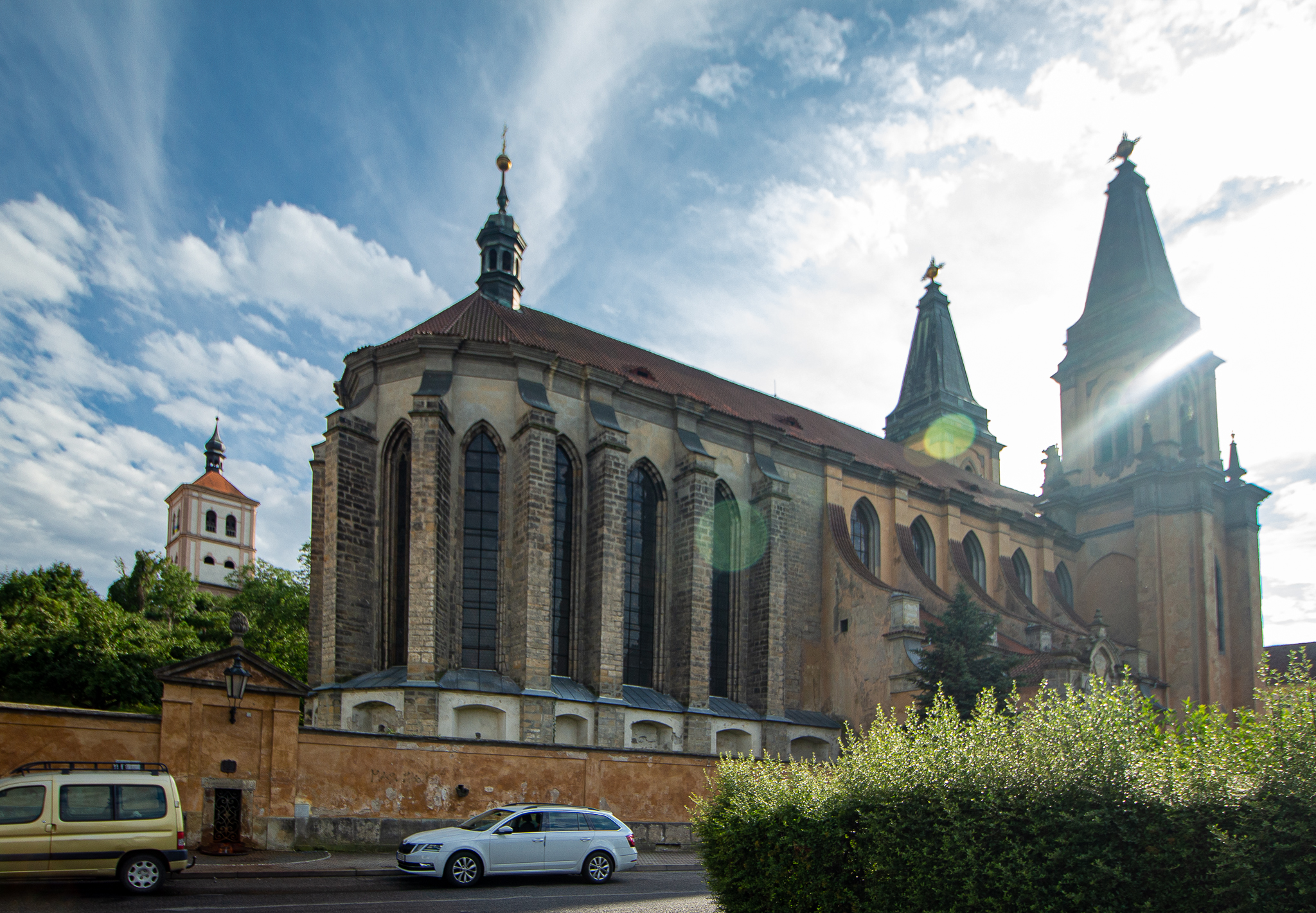
Kolegiátní kostel Narození Panny Marie, od konce 16. století je kostelem farním

Biskup Jan z Dražic nuceně pobýval několik let na papežském dvoře v Avignonu, kde poznal v Čechách do té doby neznámý řád augustiniánských kanovníků. Po svém návratu v roce 1329 hodlal založit nový augustiniánský klášter u kláštera dominikánů na Starém Městě pražském. K tomu však nedostal souhlas od radních, proto se biskup rozhodl postavit klášter na svém panství v Roudnici nad Labem, v místě románského biskupského hradu z dob knížete-biskupa Jindřicha Břetislava III. z 80. let 11. století, který sloužil pražským biskupům jako venkovské sídlo, případně jako zastávka na cestě do Budyšína a Horní Lužice.
V roce 1330 a 1332 si biskup Jan vyžádal instruktora z Avignonu, aby v Roudnici zavedl augustiniánský řád. Ten přišel pravděpodobně z kláštera sv. Rufuse v Avignonu a zřejmě s ním do Roudnice přijel také mistr Vilém z Avignonu, který byl pověřen výstavbou klášterního komplexu s kostelem a kamenným mostem přes Labe. Na žádost českého krále Karla IV. byl se schválením papeže Klementa VI. vybudován filiální roudnický klášter s tím, že do něj mají být přijímáni pouze Češi. Od tohoto nařízení však bylo po smrti biskupa Jana v roce 1343 upuštěno.
Základní kámen augustiniánského kláštera pod biskupským hradem a v Roudnici byl položen 25. května 1333. Zpočátku zde sídlilo dvanáct kanovníků a probošt. Po smrti biskupa Jana v roce 1343 dokončil roku 1360 stavbu klášterního komplexu jeho nástupce, první pražský arcibiskup Arnošt z Pardubic. Ten byl současně kancléřem Karlovy univerzity a podporoval augustiniánské kanovníky při zakládání dalších klášterů ve svém diecézi: v roce 1349 klášter v Jaroměři v Hradeckém kraji a 25. března 1349 klášter v Kladsku, hlavním městě Kladského hrabství, které do let 1742/1763 patřilo přímo české koruně. Kladský klášter byla soukromá nadace arcibiskupa a jeho bratrů Smila a Viléma z Pardubic. V roce 1350 založil Karel IV. klášter augustiniánů kanovníků na pražském Karlově na počest Karla Velikého. Další fundace následovaly v pražských sufragánních biskupstvích olomouckém a litomyšlském.
Pro zlepšení podmínek pro studium roudnických kanovníků byla v roce 1352 se svolením papeže zrušena společná kolej a nahrazena jednotlivými celami. Následně byla vytvořena skriptoria a rozšířena knihovna.
Pro všechny příští české a moravské kláštery byly závazné "Roudnické statuty", které byly převzaty pravděpodobně z kláštera Marbach v Alsasku. Pro roudnický klášter je v roce 1347 písemně zaznamenal jeho první probošt Mikuláš/Nikolaus. Stanovy obsahovaly přísná nařízení pro mnišský a duchovní život, zejména pro slib chudoby. Ještě ve 14. století je převzaly další kláštery: v roce 1384 augustiniánský klášter kanovníků ve slezské Zaháni, v roce 1390 Neunkirchen am Brand v bamberské diecézi, v roce 1417 klášter Indersdorf ve freisinské diecézi. Klášter Indersdorf přejal „Roudnické reformy“ a stal se od té doby šiřitelem „Indersdorfské reformy“, která byla přijata mnoha bavorskými a tyrolskými kláštery.
S vypuknutím husitských válek skončila doba rozkvětu klášterů v Čechách. 30. května 1421 vojska Jana Žižky zničila také roudnický klášter. Kanovníkům se ještě předtím podařilo uniknout za hranice, kde byli přijati spolubratry v Erfurtu, Petersbergu u Halle, ve vratislavském klášteře Na pískách a v Zaháni.

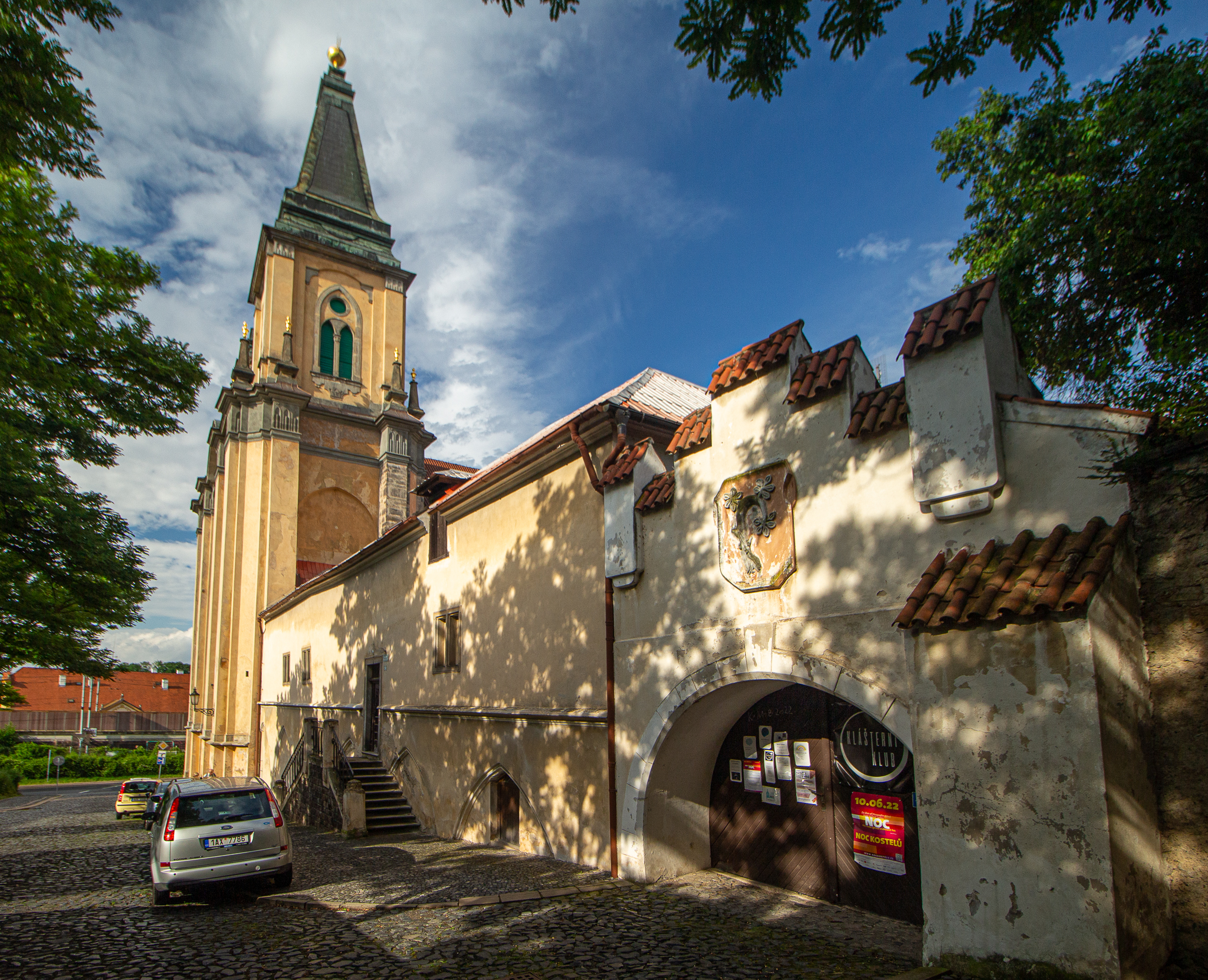
Pohled na průčelí kostela a kláštera z Komenského ulice

Po roce 1436 se někteří kanovníci vrátili z exilu (pravděpodobně z Budína) do Roudnice a začali s opravou kláštera. V roce 1462 poslal kladský probošt Michael Czacheritz na výpomoc při přestavbě do Roudnice dva kanovníky. Ačkoli se podařilo obnovit řeholní život, jejich úsilí nemělo dlouhého trvání. Na přelomu 15.–16. století kanonie vymřela. Titul probošta poté přešel na příslušného faráře bývalého klášterního kostela Narození Panny Marie. Ten byl po reformaci na konci 16. století přestavěn a určen proboštství.
V roce 1676 kostel vyhořel a v letech 1725-1734 byl přestavěn podle návrhu Octavia Broggia v barokním slohu.

## Opatská knihovna a skriptorium
Roudnická opatská knihovna měla mimořádný význam pro kulturu a vzdělanost v Čechách a přilehlých oblastech pozdního středověku. Nadaci tvořily dary zakládajícího biskupa Jana z Dražic s biblickými a liturgickými rukopisy i díly svatých Augustina a Anselma a taktéž kanonické spisy jihoevropského původu.

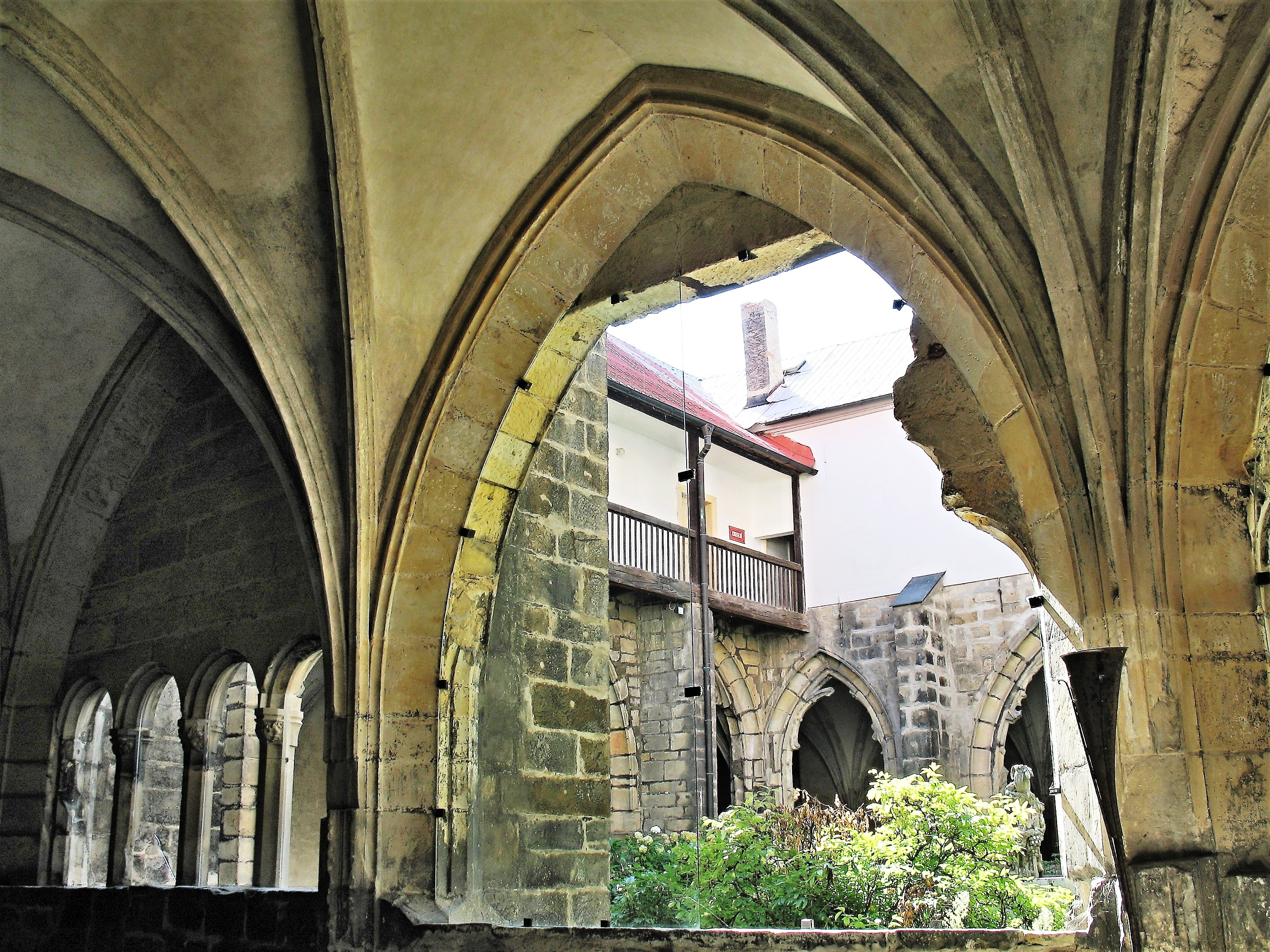
Klášterní ambity a rajský dvůr

Arcibiskup Arnošt z Pardubic daroval kodexy významné pro duchovní a řeholní i mnišský způsob života a disciplínu kanonii. Další díla vznikala v klášterním skriptoriu, které již v 50. letech 14. století vytvořilo kopie a ilustrace pro knihovnu. Jedním z vynikajících rukopisů byl „Roudnický žaltář“ z počátku 15. století, který se později dostal do knihovny pražské metropolitní kapituly u sv. Víta.
V roce 1421 byla opatská knihovna zničena, mnoho knih se však při útěku podařilo kanovníkům zachránit. Některé z nich však museli v průběhu let z ekonomických důvodů zastavit. Knihy, dokumenty a archiválie, které si nemohli vzít s sebou, byly pravděpodobně ukryty na biskupském zámku. Ten byl husitského řádění ušetřen, protože ho tehdy vlastnil biskup Konrád z Vechty, který se předtím obrátil na utrakvismus.

Po návratu kanovníků z Vratislavi ve druhé polovině 15. století byly takto zachráněné části bývalé knihovny obnoveny. Poté byly pravděpodobně až do konce 16. století uchovávány v klášterním kostele. S prvním světským proboštem Janem Kyrchpergem z Kyrchpergu se sbírka dostala do Budyně a odtud pravděpodobně v 18. století prostřednictvím Michnů z Vacínova na zámek Březnice. Další majitel Josef Krakovský z Kolovrat daroval sbírku nově založenému Národnímu muzeu v Praze, kde se většina dnes známých Roudnických rukopisů dosud nachází.

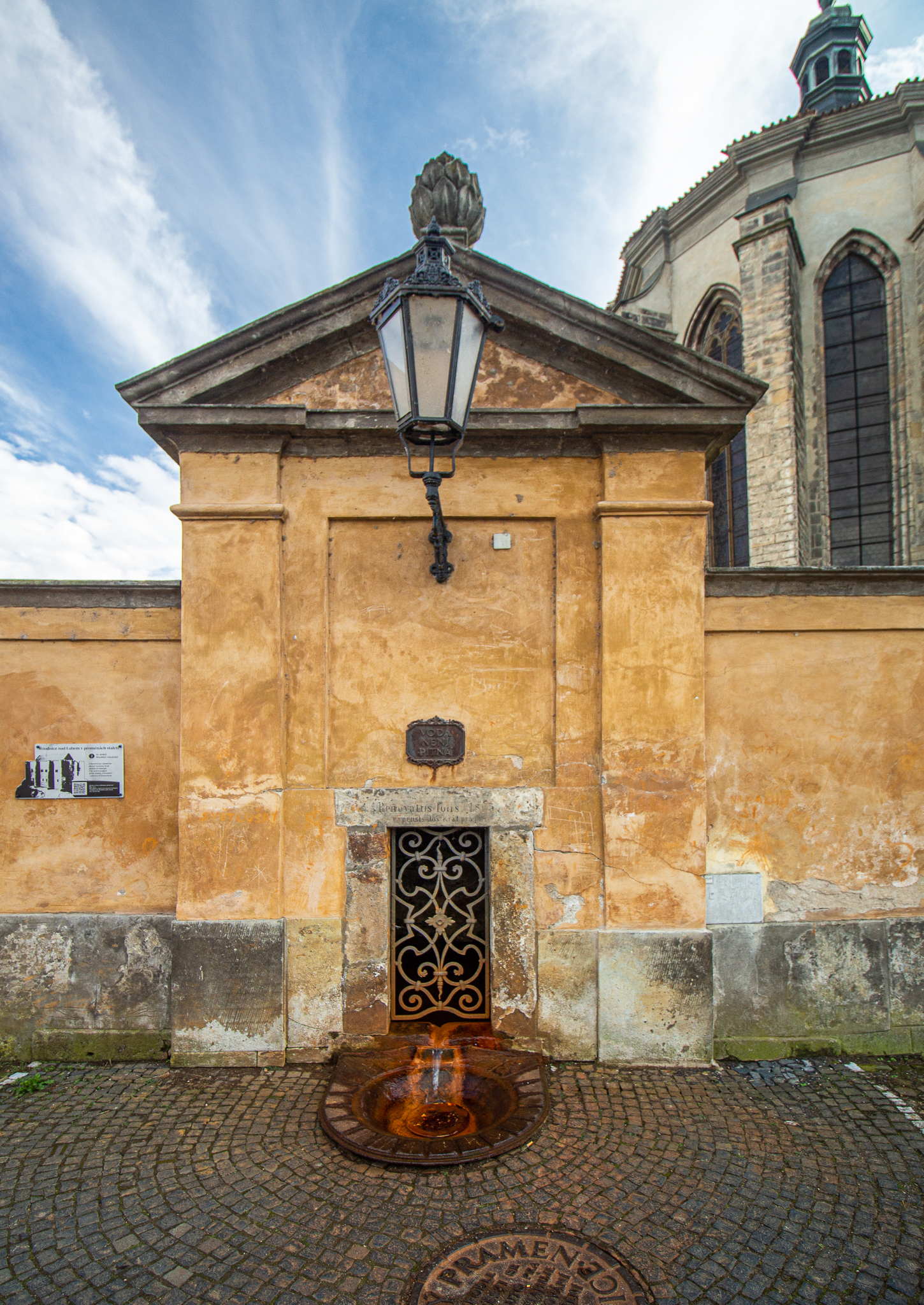
Rudný pramen vyvěrající ze zdi kláštera

## Probošti (výběr)
- Vít / Veit / Vitus, poprvé zmíněn v roce 1337, naposledy v roce 1347, kdy rezignoval. Rok úmrtí není znám.
- Mikuláš / Nikolaus, doložen jako probošt v roce 1347, † 1383.
- Petr Klarifikátor / Peter Clarifactor (probošt 1382–1406), duchovní vůdce, zpovědník, byla autorem mimo jiné spisu „Compendium honeste vite“ a životopisu arcibiskupa Jana z Jenštejna „Petri Clarificatoris Vita domini Johannis, Pragensis archiepiscopi tercii“.
- Matěj Vrabec / Sperling, v letech 1428-1430 pobýval v petersberském klášteře, tam byl zvolen za roudnického probošta. Poté pobýval až do roku 1439 v exilu ve vratislavském klášteře Na Pískách. V roce 1440 se pravděpodobně vrátil s dalšími spolubratry do Roudnice nebo Budyně nad Ohří, nedaleké obce západním směrem. V letech 1457-1459 prý pobýval ve východočeském Novém Hrádku nebo na sousedním hradě Frymburk spolu s augustiniánským mnichem z rovněž zaniklého kláštera Sadská. Zemřel dne 11. září 1472 v Budyni.

## Významní kanovníci (výběr)
- Roudnický kanovník Prokop se stal prvním proboštem pražského kláštera na Karlově, založeného roku 1349.
- Štěpán z Uherčic, též Štěpán z Roudnice († 1365), spolu s Bonsignorem de Bonsignori první profesor Právnické fakulty Univerzity Karlovy. Roku 1351 doložen jako generální vikář v Praze. V roce 1358 se vzdal svých funkcí a vstoupil jako mnich do kláštera Roudnice.
- Matouš / Matthäus Beran († 4. května 1461), působil jako spisovatel a autor četných teologických a lékařských rukopisů. Po útěku v roce 1421 zůstal v Erfurtu, kde pravděpodobně působil na univerzitě a v roce 1430 se zúčastnil volby probošta Matěje Vrabce. V červenci 1445 byl jmenován proboštem rokycanského kláštera. [7]
- Ambrož / Ambrosius Rudnicensis; pravděpodobně poslední mnich z Roudnice; zemřel podle Roudnického nekrologia dne 16. července 1496 jako „ctihodný otec a probošt“ v Budyni. Byl pohřben před mariánským oltářem v tamním kostele. [8]